# Kanton Sens-2
Der Kanton Sens-2 ist seit 2015 ein französischer Wahlkreis für die Wahl des Départementrats im Département Yonne in der Region Bourgogne-Franche-Comté. Er umfasst sechs Gemeinden im Arrondissement Sens und hat sein Bureau centralisateur in Sens.

## Gemeinden
Der Kanton besteht aus sechs Gemeinden und einem Stadtteil mit insgesamt 20.664 Einwohnern (Stand: 1. Januar 2022) auf einer Gesamtfläche von 62,73 km²:
| Gemeinde       | Einwohner 1. Januar 2022 | Fläche km² | Dichte Einw./km² | Code INSEE | Postleitzahl |
| -------------- | ------------------------ | ---------- | ---------------- | ---------- | ------------ |
| Gron           | 1.260                    | 11,73      | 107              | 89195      | 89100        |
| Maillot        | 1.271                    | 6,17       | 206              | 89236      | 89100        |
| Malay-le-Grand | 1.635                    | 21,80      | 75               | 89239      | 89100        |
| Paron          | 4.855                    | 10,51      | 462              | 89287      | 89100        |
| Rosoy          | 1.077                    | 5,94       | 181              | 89326      | 89100        |
| Sens           | 10.566                   | 6,58       | 1.606            | 89387      | 89100        |
| Kanton Sens-2  | 20.664                   | 62,73      | 329              | 8917       | –            |

1. ↑   Nur der südöstliche Teil der Gemeinde, der Rest gehört zum Kanton Sens-1.